# آرتور رابرتز (بازیکن فوتبال، زاده ۱۹۰۷)
آرتور رابرتز (انگلیسی: Arthur Roberts; ۲۷ ژانویهٔ ۱۹۰۷ – ۲۷ ژانویهٔ ۱۹۵۷) بازیکن فوتبال اهل بریتانیا بود.
از باشگاه‌هایی که در آن بازی کرده‌است می‌توان به باشگاه فوتبال یورک سیتی، باشگاه فوتبال ساوت‌همپتون، و باشگاه فوتبال سوانزی سیتی اشاره کرد.